# Nacionalidad noruega

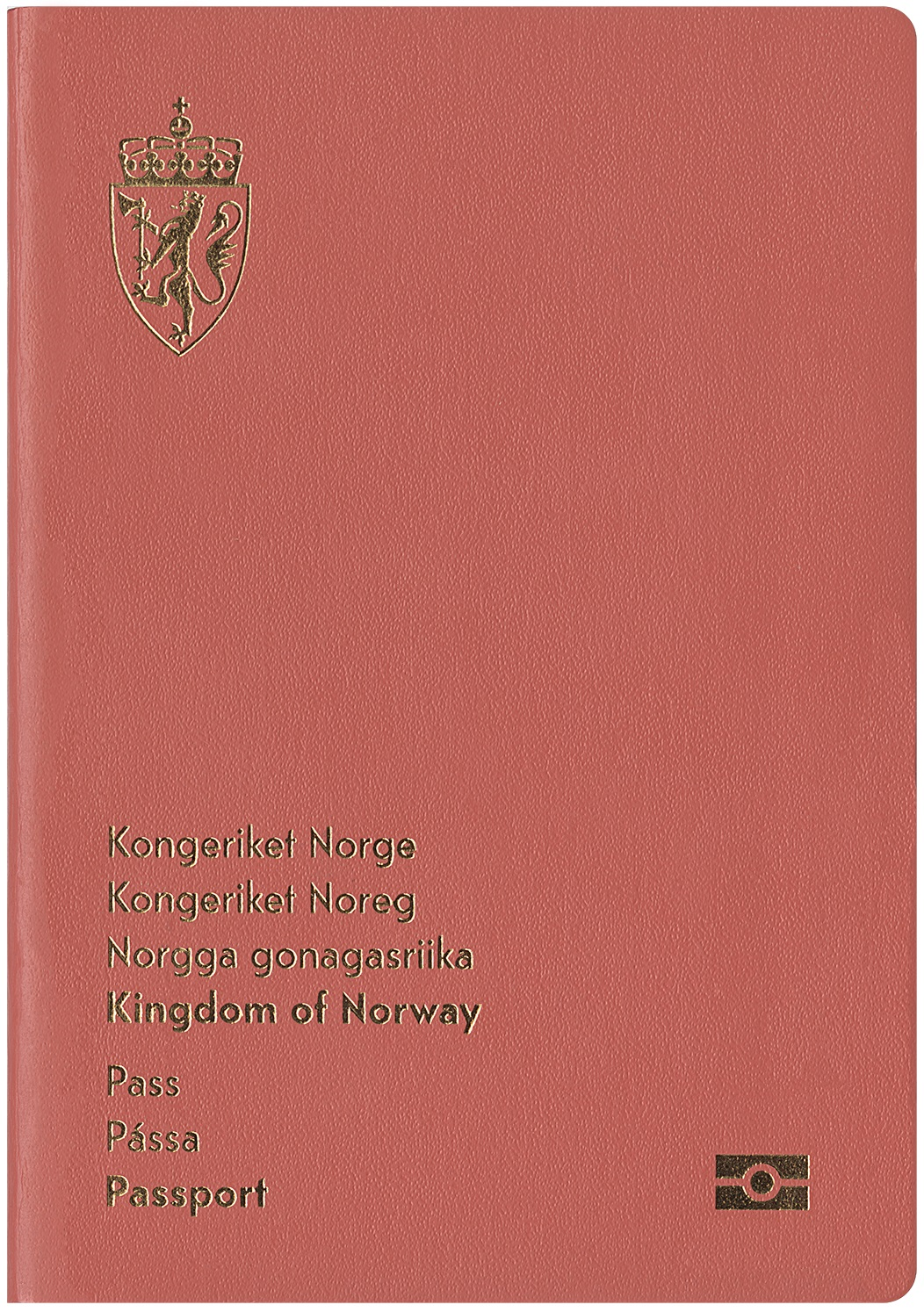
Pasaporte biométrico noruego

La nacionalidad o ciudadanía noruega es el vínculo jurídico que liga a una persona física con el Reino de Noruega y que le atribuye la condición de ciudadano. La ley de esta nacionalidad se basa en el concepto jurídico de ius sanguinis (derecho de sangre). En otras palabras, ser hijo de al menos un ciudadano noruego es el método principal para adquirir la ciudadanía.

## Adquisición

### Por nacimiento en Noruega
En general, el nacimiento en Noruega no confiere en sí mismo la ciudadanía noruega, ya que la ley de nacionalidad de este país se basa en el principio de ius sanguinis. Sin embargo, se hacen excepciones para los siguientes grupos de personas:
- Los niños apátridas nacidos en Noruega. El requisito es que deben residir en el país en el momento de presentar la solicitud, y haber residido continuamente en el mismo durante al menos tres años. El período de residencia se cuenta a partir de la fecha de la decisión cuando esto es a favor del solicitante. En caso de ser menores de 18 años, los solicitantes pueden obtener la ciudadanía noruega incluso antes si ellos o sus padres han residido legalmente en el país.[1]

- Los niños expósitos encontrados en el Reino de Noruega. Se presume que son ciudadanos noruegos hasta que se demuestre lo contrario.[2]

### Por ascendencia
Un niño adquiere la nacionalidad noruega al nacer si al menos uno de sus padres es ciudadano noruego. Esto se aplica independientemente del lugar de nacimiento del niño, y de si sus padres están casados o no. Si el padre muere antes de que nazca el niño, es suficiente que este fuera ciudadano noruego cuando murió. Originalmente, la ciudadanía solo se transmitía a los hijos de madres noruegas, ya que las madres eran los únicos progenitores comprobables, pero con el tiempo, una presunción de paternidad creó la ciudadanía para el niño y, finalmente, incluso excluyó la transmisión de la ciudadanía por vía materna. A partir del 1 de enero de 1979, se restableció el derecho de las madres a transmitir automáticamente la ciudadanía noruega a sus hijos. El requisito de que la madre y el padre del niño se casaran entre sí fue abolido el 1 de septiembre de 2006.

### Por adopción
A partir del 1 de septiembre de 2006, un niño menor de 18 años, adoptado por al menos un ciudadano noruego, adquiere automáticamente la nacionalidad noruega. El permiso de adopción debe ser otorgado por la autoridad noruega de conformidad con la Ley de Adopción, o por adopción extranjera que se aplicará en Noruega de conformidad con las disposiciones de la Ley de Adopción.

### Por naturalización
En general, es posible naturalizarse como ciudadano noruego después de haber residido en Noruega durante al menos siete de los últimos diez años. El solicitante debe declarar su identidad (generalmente, con un pasaporte), calificar para la residencia permanente, no debe tener antecedentes penales ni haber recibido la orden de someterse a tratamiento o atención psiquiátrica forzada (requisito de buena conducta).
Excepciones:
- Los solicitantes con antecedentes penales deben esperar un nuevo período de «cuarentena» dependiente del delito cometido antes de obtener la ciudadanía.[6]

- Los ciudadanos de otros países del Consejo Nórdico mayores de 12 años pueden naturalizarse después de solo dos años de residencia.

- Los cónyuges, parejas homosexuales en uniones civiles y parejas cohabitantes no casadas de ciudadanos noruegos, pueden naturalizarse en tan solo cuatro años. El requisito es que hayan residido en Noruega durante al menos tres años de los últimos diez y que la cantidad de años de residencia y la cantidad de años de casados, en conjunto acumulados, sea igual o mayor a siete.

- Los hijos menores de 18 años de ciudadanos de otros países del Consejo Nórdico, pueden recibir automáticamente la naturalización con sus padres. Los hijos de ciudadanos naturalizados de otros países no pertenecientes al Consejo Nórdico pueden recibir la ciudadanía si han residido en Noruega durante los últimos dos años.

- Los exciudadanos noruegos pueden renaturalizarse después de residir en el país durante un año de los últimos dos.

- Las personas que llegaron al Reino de Noruega antes de la edad de 18 años, deben haber residido en el país un total de cinco años de los últimos siete.

- Los solicitantes que tienen un permiso de conformidad con el capítulo 8 de la Ley de Inmigración, con respecto a disposiciones especiales para ciudadanos extranjeros que están cubiertos por el Acuerdo sobre el Espacio Económico Europeo y el Convenio sobre el Establecimiento de la Asociación Europea de Libre Comercio, la condición sobre el permiso de residencia permanente no se aplicará. Sin embargo, los solicitantes deben haber residido en el reino durante los últimos tres años y deben tener un permiso de residencia que se les otorgó por cinco años, de conformidad con la sección 54, primer párrafo, o sección 55 de la Ley de Inmigración.

- Los solicitantes apátridas que hayan cumplido los 18 años deben haber residido en el reino durante los últimos tres años.

A partir del 1 de septiembre de 2008, el solicitante de la ciudadanía noruega (si tiene entre 18 y 67 años) también debe presentar pruebas de su dominio del idioma noruego o sami, o presentar pruebas de haber asistido a clases de noruego durante trescientas horas, o cumplir con los requisitos de idioma para estudios universitarios en Noruega (es decir, demostrar dominio en una de las lenguas escandinavas). A partir del 1 de marzo de 2014, un solicitante de ciudadanía noruega también debe aprobar un examen sobre la sociedad, las leyes y la historia de Noruega.
Antes de 2020, se esperaba que un ciudadano noruego naturalizado demostrara que ha perdido o renunciado a cualquier ciudadanía anterior. A partir del 1 de enero de 2020, Noruega permite la doble ciudadanía.
Después de convertirse en ciudadano noruego, se invitará al solicitante a participar voluntariamente en una ceremonia de ciudadanía para marcar la transición, organizada por el gobernador del condado.

### Por notificación
La ciudadanía noruega puede adquirirse mediante una notificación a la Dirección de Inmigración. Esta es una forma simplificada de naturalización, exenta de tarifas de solicitud.
Las siguientes categorías de personas son elegibles para la ciudadanía mediante una notificación:
- Un niño menor de 18 años que nació antes del 1 de septiembre de 2006 de un padre noruego y una madre extranjera que no estén casados entre sí.

- Un niño de entre 12 y 18 años adoptado por un ciudadano noruego después del 1 de octubre de 1999, pero antes del 1 de septiembre de 2006.

- Un ciudadano de otro país del Consejo Nórdico mayor de 18 años que ha vivido en Noruega durante al menos siete años,[9] y que durante este período no ha tenido antecedentes penales. Esto se demuestra con un certificado de buen carácter emitido por la policía.[nota 1]

- Un exciudadano noruego que perdió su ciudadanía tras la naturalización en otro país.[nota 1]

## Pérdida de la ciudadanía
Los nacionales noruegos que hayan adquirido la ciudadanía al nacer, pero que hayan residido menos de dos años en Noruega o menos de siete en Noruega y otros países del Consejo Nórdico, deben solicitar la retención de la ciudadanía noruega antes de cumplir los 22 años. Si alguien pierde su ciudadanía noruega según esta sección, sus hijos también pierden su ciudadanía. Sin embargo, esto no se aplica si uno de los padres sigue siendo noruego, o si el niño cumple las condiciones (residir más de dos años en Noruega o más de siete en Noruega y otros países nórdicos) para conservar la ciudadanía. La pérdida de la ciudadanía bajo esta sección no ocurre si la persona se convierte en apátrida. Los solicitantes no están obligados a renunciar a su(s) otra(s) ciudadanía(s), pero sí deben demostrar «vínculos adecuados» con Noruega. A menudo, se aceptan viajes frecuentes a Noruega o un año de estudio en dicho país.
A partir del 1 de enero de 2020, las personas con doble ciudadanía pueden ser privadas de su ciudadanía noruega si son sentenciadas por delitos graves que pueden llevar a seis años o más de prisión.
Los ciudadanos noruegos también pueden perder la ciudadanía si solicitan formalmente un permiso para renunciar a ella. Con el fin de evitar la apatridia, se puede renunciar a la ciudadanía noruega solo si la persona demuestra que es ciudadana de otro país.
Nadie perderá la ciudadanía noruega por actos cometidos antes de los 18 años.

### Fraude de identidad
Los extranjeros que hayan adquirido la nacionalidad noruega, pueden perderla si se descubre que han proporcionado información incorrecta, ocultado hechos de importancia o mentido sobre sus orígenes, como fue el caso de unos cien somalíes étnicos, que junto con sus hijos nacidos en Noruega, perdieron la ciudadanía y su derecho de residencia después de que se descubrió que no eran originarios de Somalia, sino de países vecinos. Esto se considera una afrenta a la sociedad noruega, la cual está basada en la confianza.

## Doble nacionalidad
A partir del 1 de enero de 2020, Noruega permite la doble ciudadanía. Siempre y cuando la ley de nacionalidad del otro país lo permita, un nacional noruego puede adquirir una ciudadanía extranjera y conservar la noruega, y un extranjero puede obtener la nacionalidad noruega sin perder su nacionalidad de origen. Algunos países no permiten la doble ciudadanía. Por ejemplo, si una persona adquirió las nacionalidades noruega y japonesa por nacimiento, debe declarar ante el Ministerio de Justicia japonés, antes de cumplir los 22 años, qué ciudadanía desea conservar. Los exciudadanos noruegos que perdieron su ciudadanía antes de 2020 (tras la naturalización en otro país), pueden volver a adquirirla mediante una declaración.

## Requisitos de visado

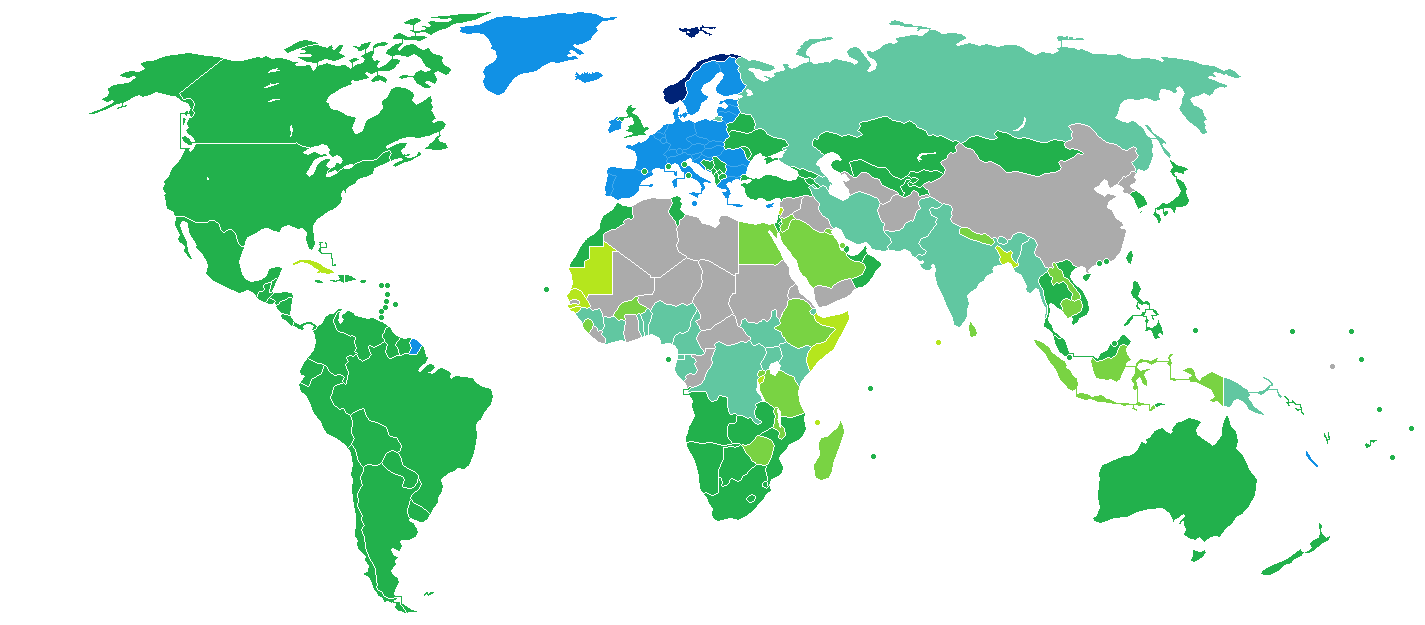
Noruega
Libre movimiento
No se requiere visa
Visa a la llegada
Visa electrónica
Visa disponible tanto a la llegada como en línea
Se requiere visa antes de la llegada

Los requisitos de visado para ciudadanos noruegos son las restricciones administrativas de entrada por parte de las autoridades de otros Estados a los ciudadanos de Noruega. En 2023, los ciudadanos noruegos tenían acceso sin visado o visa a la llegada a 189 países y territorios, clasificando al pasaporte noruego en el quinto lugar del mundo, según el Índice de restricciones de Visa. Además, en virtud de la afiliación de Noruega al espacio Schengen, pueden viajar a los 27 Estados miembros de la Unión Europea, a Islandia, Liechtenstein y Suiza para vivir y trabajar mientras deseen.